# Ḩoseynābād-e Kalālī
Ḩoseynābād-e Kalālī (persiska: حسین آباد کلالی) är en ort i Iran.   Den ligger i provinsen Khorasan, i den östra delen av landet, 900 km öster om huvudstaden Teheran. Ḩoseynābād-e Kalālī ligger 809 meter över havet och antalet invånare är 460.
Terrängen runt Ḩoseynābād-e Kalālī är platt.Runt Ḩoseynābād-e Kalālī är det ganska glesbefolkat, med 34 invånare per kvadratkilometer. Närmaste större samhälle är Shahdābād, 8,2 km öster om Ḩoseynābād-e Kalālī. Trakten runt Ḩoseynābād-e Kalālī består till största delen av jordbruksmark.